# 四氯合碘(III)酸钾
四氯合碘(III)酸钾是一种配位化合物，化学式为KICl4。其一水合物属单斜晶系，空间群P21/n。它和硝酸银溶液反应，生成氯化银、碘化银和碘酸银的混合物沉淀。

## 制备
四氯合碘(III)酸钾可由碘、氯酸钾和含1.5 mol/L氯化钾的6 mol/L盐酸溶液反应，冷凝、抽滤、真空干燥得到。